# Bičík

Počet a uspořádání bakteriálních bičíků: A. monotricha, B. lofotricha, C. amfitricha, D. peritricha

Rozdíl mezi prokaryotickým a eukaryotickým bičíkem

Bičík (flagellum, u archeí též archellum, u eukaryot cilium) je podlouhlá buněčná struktura, která slouží k pohybu (taxi) jednobuněčných bičíkovců, některých menších mnohobuněčných organismů a některých buněk mnohobuněčných organismů. Bičík se také vyskytuje u bakterií, ale v jejich případě jde o strukturu zásadně odlišnou stavbou, původem i mechanismem pohybu. Archea mají bičík podobný svou funkcí bakteriálnímu, přesto je odlišný strukturně. Jako bičík (angl. tail) se označuje i podlouhlá část virionu bakteriofágů, sloužící k uchycení na buňce hostitele – také zde nejde o analogickou strukturu, a to ani k eukaryotním, ani prokaryotním bičíkům.

## Bičík bakterií
Bakteriální bičík je pevná struktura šroubovitého tvaru, která se točí, pohání buňku vpřed a tedy tlačí. Mají tloušťku asi 20 nm a délku 20 μm, což může být desetinásobek délky bakterie. Pohyb bakterie se nazývá taxe a může mít mnoho forem. Přestože se bakteriální bičík snadno láme, rychle (někdy již do 20 min.[zdroj?]) dorůstá. Bakterie dokáže pomocí bičíku překonat deset délek svého těla během jedné sekundy.
Rozdělení bakterií podle počtu bičíků:
- atricha – bakterie bez bičíku
- monotricha – bakterie má jediný bičík
- lofotricha – dva a více bičíků na konci těla
- amfitricha – jeden nebo více bičíků na obou pólech
- peritricha – bičíky umístěné po celém povrchu buňky

Počet bičíků se ale v průběhu života bakterie může měnit. Když je bičíků víc, mohou se spolu splétat. Obecně se při přestupu do viskóznějšího prostředí vybaví dalšími bičíky.

### Stavba a funkce
Bakteriální bičík je dutá trubice tvořená globulárním proteinem flagelinem. Flageliny jsou poskládány v levotočivé šroubovici, do které se skládají procesem self-assembly („spontánní složení“). Při růstu flageliny putují dutou trubicí bičíku až na jeho konec, kde se připevňují a bičík tím prodlužují. Bičík je těsně nad plasmatickou membránou upevněn pružným háčkem („hook“), který ho spojuje s komplexem proteinů tvořícím motor. Tento motor je fixován v membráně a pracuje na principu protonové pumpy. Je to skupina proteinů pracujících jako rotor a stator motoru. Konkrétně se pod háčkem nacházejí dva páry kruhových destiček statických a jeden pár kruhových destiček, který se točí. Všemi třemi páry prochází točící se bičík. Okolo třetího páru (točících se) destiček se nachází statický protein MOT (z anglického motility, neboli pohyb) zodpovědný za transport protonů. Protein MOT je pro funkci bičíku nezbytný. Pod třetím párem destiček se nachází protein FLI (z anglického flip, neboli obrátit, přetočit), který dokáže přepínat směr otáčení bičíku. Při otáčení CCW (counter-clockwise, proti směru hodinových ručiček) bakterie plave vpřed, při otáčení CW (clockwise, po směru hodinových ručiček) bičík pořádně nezabírá, protáčí se, a bakterie zůstává na místě. Přepínání mezi CW a CCW zajišťuje protein FLI. Lze toho využít při plavbě za atraktans (něčím, co bakterii přitahuje), kdy bakterie plave 1 sekundu CCW a 1/10 sekundy stojí díky CW na místě a vyhodnocuje, zda se posledním přesunem od atraktans vzdálila, nebo se k němu přiblížila. Pokud se přiblížila, pokračuje při příštím pohybu stejným směrem, pokud se vzdálila, náhodně zvolí směr jiný.

### Evoluce
Moderní argument zastánců kreacionismu popisuje bakteriální bičík jako zástupce neredukovatelné komplexity. Ukazuje se však, že evolučně souvisí s bílkovinnou strukturou zvanou injektizom (též označovaný jako sekreční systém typu III), nacházející se v některých gram-negativních bakteriích, se kterou sdílejí přinejmenším 10 homologických proteinů. V současné době jsou nalézány i jiné jednotlivé proteiny, tvořící bázi bičíku, které plní i různé jiné funkce v bakteriální buňce. Například jde o F1 ATP-syntázový protein, který využívá stejně jako bičík energii gradientu H+, který využívá na vlastní roztáčení a následnou syntézu ATP z ADP a fosfátu.

## Bičík archebakterií
Bičík archeí (archellum) je jakožto rotující vláknitá struktura sloužící k pohybu funkčně ekvivalentní bakteriálnímu bičíku, ale evolučně a strukturně souvisí s bakteriálním pilusem IV. typu, jak ukazují některé důležité homology sdílené oběma strukturami. Archeální buňka syntetizuje buď jen bičíky k pohybu, nebo jen adhezivní pilusy sloužící k přilnutí. Archea mají schopnost regulovat syntézu bičíku v závislosti na podmínkách růstu, jako jsou dostupné živiny a teplota. Hlavními strukturními proteiny jsou archaelliny. Stejná ATPáza je zodpovědná jak za sestavení vlákna bičíku z archeallinů, tak za hydrolýzu ATP, pohánějící rotační pohyb bičíku.

## Bičík eukaryot
Bičíky eukaryot, které se vyskytují u některých buněk živočichů, rostlin i protistů a mají složité mechanismy (mikrotubulárních dvojic axonemy), díky nimž konají pohyby v několika směrech. Příkladem může být krásnoočko.

Rozdíl mezi bičíkem a řasinkami

Oproti bičíku jsou řasinky menší v poměru s buňkou a většinou ve větším množství. Jejich pohyby jsou rovněž rozdílné. Společně se však obě struktury označují jako undulipodie.

### Stavba bičíku eukaryot
Bičík eukaryot sestává ze čtyř základních částí. Z buňky vyrůstá volně pohyblivá část, vlastní bičík. Ten je zakotven v cytoplazmě pomocí bazálního tělíska (kinetozom). Mezi bazálním tělískem a volnou částí bičíku je zařazena přechodná oblast. Z bazálního tělíska vycházejí do nitra buňky bičíkové kořeny. Vlastní bičík se skládá ze stabilizovaných mikrotubulů, které mají specifickou strukturu 9+2 (přesněji 9×2+2) – uprostřed dva centrální jednoduché mikrotubuly a kolem devět dvojitých mikrotubulů.
Existují také teorie, které eukaryotní bičík nepokládají za evoluční produkt cytoskeletárního aparátu, ale přikládají mu endosymbiotický původ, např. z bakterie spirochety. Tyto teorie (např. endosymbiotická teorie Lynn Margulisové) však v dnešní době již na bičíky aplikovány nejsou a za endosymbiotické považují pouze organely typu mitochondrií a plastidů.